# Ekstrakt brzeczki podstawowej
Ekstrakt brzeczki podstawowej (nastawnej) – ekstrakt słodowo-chmielowy, w znacznym stopniu determinuje walory aromatyczno-smakowe gotowego piwa.
W wyniku fermentacji część ekstraktu zamienia się w alkohol oraz dwutlenek węgla, a część (ok. 1/3) pozostaje w piwie. Stosunek ilości wykorzystanego do fermentacji ekstraktu do ekstraktu brzeczki podstawowej określa stopień odfermentowania piwa, który może być niski, średni lub wysoki. Ilość (stężenie) ekstraktu oraz stopień jego odfermentowania decydują o określeniu piwa jako lekkie, pełne lub mocne.
Zawartość ekstraktu decyduje również o wysokości akcyzy, którą producenci piwa zobowiązani są płacić. Zgodnie z Rozporządzeniem Ministra Finansów w sprawie metod ustalania parametrów służących do określenia podstawy opodatkowania piwa ekstrakt brzeczki podstawowej oblicza się z ekstraktu rzeczywistego oraz alkoholu w gotowym piwie, a wartość tę wyraża się w stopniach Plato, które równoważne są z procentową zawartością ekstraktu w brzeczce.
Do obliczenia ekstraktu w brzeczce wykorzystuje się wzór Ballinga:
{\displaystyle E={\frac {100\cdot A\cdot 2,066+Er}{100+A\cdot 1,066}}}
- E - ekstrakt brzeczki podstawowej w % wag (w stopniach Plato).
- A - stężenie alkoholu w % wag.
- Er - ekstrakt rzeczywisty w gotowym piwie w % wag (w stopniach Plato)
- 2,066 - zależność między ekstraktem i alkoholem określona przez Ballinga. 1 g alkoholu w piwie powstaje z 2,066 g ekstraktu
- 1,066 - ubytek ekstraktu w trakcie fermentacji (wytworzenie CO2 i nowych komórek drożdży) przypadający na jeden wytworzony gram alkoholu

Obecnie w przemyśle browarniczym stosuje się zautomatyzowane metody oznaczeń parametrów piwa i obliczania ekstraktu brzeczki nastawnej.